# Mongolia Wewnętrzna
Region Autonomiczny Mongolii Wewnętrznej (Mongolia Wewnętrzna, mong. ᠦᠪᠦᠷ ᠮᠣᠩᠭᠤᠯ ᠤᠨ ᠥᠪᠡᠷᠲᠡᠭᠡᠨ ᠵᠠᠰᠠᠬᠤ ᠣᠷᠤᠨ; chiń. 内蒙古自治区; pinyin Nèi Měnggǔ Zìzhìqū) – region autonomiczny w północnych Chinach obejmujący południowe ziemie historycznej Mongolii.
Mongolia Wewnętrzna to jedna z większych jednostek administracyjnych Chin, stanowi aż 12% ich powierzchni, chociaż zamieszkuje ją jedynie 24 mln osób. Graniczy z prowincjami Heilongjiang, Jilin, Liaoning, Hebei, Shanxi, Shaanxi i Gansu, a także Regionem Autonomicznym Ningxia. Stolicą Mongolii Wewnętrznej jest Hohhot.

## Historia
W starożytności i wczesnym średniowieczu tereny współczesnej Mongolii Wewnętrznej zamieszkiwały koczownicze ludy mongolskie, z których część okresowo znajdowała się pod chińskim panowaniem.
Od IX wieku tereny Mongolii Wewnętrznej znajdowały się pod panowaniem chińskich dynastii pochodzenia koczowniczego: Liao, Xixia i Jin.
W latach 1227–1234 Mongolia Wewnętrzna weszła w skład chanatu mongolskiego Czyngis-chana. Za panowania dynastii Yuan wchodziła w skład Chin. Po upadku Yuanów w 1368 Mongolia Wewnętrzna znalazła się pod panowaniem ord mongolskich, a od jej południowej granicy rozciągnął się odbudowany Wielki Mur Chiński.
W latach 1626–1636 tereny dzisiejszej Mongolii Wewnętrznej zostały opanowane przez Mandżurów. Wraz z przejęciem przez Mandżurów władzy w Chinach w 1644 Mongolia Wewnętrzna stała się ich częścią.
Po powstaniu Republiki Chińskiej w Mongolii Wewnętrznej narodził się ruch niepodległościowy. W okresie międzywojennym ówczesne władze chińskie podzieliły Mongolię Wewnętrzną na nowo utworzone prowincje: Rehe (Dżehol), Chahar, Suiyuan i Ningxia, traktując je jako teren masowej kolonizacji chińskiej. W 1937 Japończycy dokonali inwazji na Mongolię Wewnętrzną i utworzyli marionetkowe państwo Mengjiang.
W 1945 Mongolię Wewnętrzną zajęła Armia Czerwona. W 1947 przyłączono ją ponownie do Chin, nadając jej autonomię.

## Geografia
Terytorium regionu obejmuje na ogół zrównaną wyżynę, stanowiącą część wielkiej Wyżyny Mongolskiej, wzniesioną średnio powyżej 1000 m n.p.m. W południowej części regionu wchodzi weń szeroką pętlą rzeka Huang He. Z wyżyny wznoszą się izolowane masywy górskie, zbudowane z odpornych utworów krystalicznych – na północ od zakola Huang He pasma Wula Shan (2130 m) i Daqing Shan (2400 m), w zachodniej części zakola masyw Zhuozi Shan (3015 m). Klimat jest silnie kontynentalny, z dużymi wahaniami temperatur nie tylko w ciągu roku, ale i w ciągu doby. Roczna suma opadów wynosi od 150 mm na zachodzie do 40 mm na wschodzie. Poza Huang He nie ma tu w zasadzie stałych rzek, lecz wyłącznie okresowe, wysychające w lecie i wpadające do bezodpływowych jezior słonych lub ginące w pustyni. Lasów poza zaroślami wzdłuż Huang He brak. Większą część powierzchni regionu zajmują suche stepy, przechodzące bliżej granicy z Mongolią w półpustynie z ubogą roślinnością, rozsianą kępkami. Typowa piaszczysta pustynia – Ordos rozciąga się wewnątrz zakola Huang He, sięgając do poprowadzonego wzdłuż jej południowej granicy Wielkiego Muru.

## Podział administracyjny
Ze względów historycznych podział administracyjny Mongolii Wewnętrznej odbiega nieco od podziału innych jednostek administracyjnych ChRL. Posiada ona swoje własne jednostki podziału terytorialnego: związki (盟 méng) – odpowiadające rangą prefekturom, chorągwie (旗 qí) – odpowiadające rangą powiatom oraz sumu (苏木 sūmù) – odpowiadające rangą gminom.
| Mapa                | Lp.        | Nazwa      | Chiński         | Hanyu pinyin | Język mongolski      | Transliteracja      | Siedziba |
| ------------------- | ---------- | ---------- | --------------- | ------------ | -------------------- | ------------------- | -------- |
|                     |            |            |                 |              |                      |                     |          |
| Prefektury miejskie |            |            |                 |              |                      |                     |          |
| 2                   | Bayan Nur  | 巴彦淖尔市 | Bāyànnào’ěr Shì |              | Bayan Naγur Qota     | Dzielnica Linhe     |          |
| 3                   | Wuhai      | 乌海市     | Wūhǎi Shì       |              | Üqai Qota            | Dzielnica Haibowan  |          |
| 4                   | Ordos      | 鄂尔多斯市 | È’ěrduōsī Shì   |              | Ordos Qota           | Dzielnica Dongsheng |          |
| 5                   | Baotou     | 包头市     | Bāotóu Shì      |              | Buγutu Qota          | Dzielnica Kundulun  |          |
| 6                   | Hohhot     | 呼和浩特市 | Hūhéhàotè Shì   |              | Kökeqota             | Dzielnica Huimin    |          |
| 7                   | Ulanqab    | 乌兰察布市 | Wūlánchábù Shì  |              | Ulaγančabu Qota      | Dzielnica Jining    |          |
| 9                   | Chifeng    | 赤峰市     | Chìfēng Shì     |              | Ulaγanqada Qota      | Dzielnica Hongshan  |          |
| 10                  | Tongliao   | 通辽市     | Tōngliáo Shì    |              | Töngliyao Qota       | Dzielnica Horqin    |          |
| 12                  | Hulun Buir | 呼伦贝尔市 | Hūlúnbèi’ěr Shì |              | Kölün Buir Qota      | Dzielnica Hailar    |          |
| Związki             |            |            |                 |              |                      |                     |          |
| 1                   | Alxa       | 阿拉善盟   | Ālāshàn Méng    |              | Alaša Ayimaγ         | Alxa Zuoqi          |          |
| 8                   | Xilin Gol  | 锡林郭勒盟 | Xīlínguōlè Méng |              | Sili-yin Ɣool Ayimaγ | Xilinhot            |          |
| 11                  | Hinggan    | 兴安盟     | Xīng’ān Méng    |              | Kingγan Ayimaγ       | Ulanhot             |          |